# Федеріко Луцці
Федеріко Луцці (італ. Federico Luzzi; 3 січня 1980 — 25 жовтня 2008) — колишній італійський тенісист.
Найвищу одиночну позицію світового рейтингу — 92 місце досяг 11 лютого 2002, парну — 258 місце — 3 листопада 2003 року.
Найвищим досягненням на турнірах Великого шолома було 2 коло в одиночному розряді.
Завершив кар'єру 2008 року.

## Титули в одиночному розряді
| Легенда (одиночний розряд) |
| Великий шлем (0)           |
| Серія Мастерс ATP (0)      |
| Тур ATP (0)                |
| Челлендери (3)             |

| Ранг | Дата           | Турнір   | Покриття             | Суперник          | Рахунок                 |
| 1.   | 12 лютого 2001 | Мумбай   | Тверде               | Стефано Гальвані  | 6–7(2–7), 7–5, 7–6(7–4) |
| 2.   | 27 серпня 2001 | Бриндізі | Ґрунт                | Васіліс Мазаракіс | 0–6, 7–6(7–3), 6–4      |
| 3.   | 26 лютого 2007 | Шербур   | Закритий корт Тверде | Жером Енель       | 7–5, 7–6(8–6)           |